# Phygadeuon montivagus
Phygadeuon montivagus là một loài tò vò trong họ Ichneumonidae.